# Cầu thủ xuất sắc nhất năm 2006 của FIFA
Giải thưởng Cầu thủ xuất sắc nhất năm của 2006 của FIFA được trao cho cầu thủ người Ý Fabio Cannavaro. Trong vòng bỏ phiếu cuối cùng, Cannavaro đã vượt qua cả Zinedine Zidane lẫn Ronaldinho (người đoạt giải thưởng này năm 2005).

## Kết quả
| Xếp hạng | Cầu thủ             | Điểm | Câu lạc bộ                |
| -------- | ------------------- | ---- | ------------------------- |
| 1        | Fabio Cannavaro     | 499  | Real Madrid Juventus      |
| 2        | Zinedine Zidane     | 454  | Real Madrid               |
| 3        | Ronaldinho          | 380  | Barcelona                 |
| 4        | Thierry Henry       | 317  | Arsenal                   |
| 5        | Samuel Eto'o        | 300  | Barcelona                 |
| 6        | Didier Drogba       | 150  | Chelsea                   |
| 7        | Kaká                | 139  | AC Milan                  |
| 8        | Gianluigi Buffon    | 118  | Juventus                  |
| 9        | Zlatan Ibrahimović  | 86   | Inter Milan               |
| 10       | Cristiano Ronaldo   | 69   | Manchester United         |
| 11       | Michael Ballack     | 53   | Chelsea FC Bayern München |
| 12       | Steven Gerrard      | 48   | Liverpool                 |
| 13       | Miroslav Klose      | 46   | Werder Bremen             |
| 14       | Frank Lampard       | 31   | Chelsea                   |
| 15       | Deco                | 25   | Barcelona                 |
| 16       | Luís Figo           | 20   | Inter Milan Real Madrid   |
| 17       | Juan Román Riquelme | 16   | Villarreal                |
| 17       | Franck Ribéry       | 16   | Marseille                 |
| 17       | Wayne Rooney        | 16   | Manchester United         |
| 20       | Gennaro Gattuso     | 15   | AC Milan                  |
| 21       | Andriy Shevchenko   | 14   | Chelsea AC Milan          |
| 22       | Patrick Vieira      | 13   | Inter Milan Juventus      |
| 22       | Michael Essien      | 13   | Chelsea                   |
| 24       | Petr Čech           | 11   | Chelsea                   |
| 25       | Alessandro Nesta    | 9    | AC Milan                  |
| 26       | Lilian Thuram       | 8    | Barcelona Juventus        |
| 27       | Jens Lehmann        | 6    | Arsenal                   |
| 28       | Philipp Lahm        | 3    | FC Bayern München         |
| 29       | Adriano             | 2    | Inter Milan               |